# Рижанівка
Рижа́нівка — село в Україні, у Водяницькій сільській громаді Звенигородського району Черкаської області. Населення — 950 чоловік (станом на 2009 рік).
Село розташоване за 22 км на захід від районного центру — міста Звенигородка.

## Історія
Село вперше згадується в кінці 17 століття. Воно лежить у низині, де протікає невеличка річечка Нікуди. Цей потік бере свій початок на півночі села та живить на своєму шляху шість ставків. Потім за селом зникає в нікуди. Ґрунти переважно чорноземні, хоч місцями — глинисті, рудого (рижого) кольору. Від забарвлення ґрунту нібито й походить назва села. Коли чумаки проїжджали через село, вони зупинялися на Рижанівському базарі, який славився у самому Києві та за межами України. Подорожуючи далі вони розповідали про цей мальовничий край у інших містах і селах. Коли їх запитували, як зветься село, вони відповідали: «Рижа нивка». Так і село назвали Рижанівкою[джерело?].
У 60-х роках XIX століття Рижанівка була містечком. Тут проживало 1846 православних селян, 21 римський католик і 1611 євреїв.
У 1900 року село входило у Чижівську волость. Тоді у селі проживало 4814 осіб. У селі п'ять поміщиків, вони і церква мали понад 3000 га землі, у селян — лише 1,5 тисяч га. Безкінні селяни працювали наймитами у багатіїв, євреї займалися переважно ремеслом і торгівлею.
Під час першої російської революції селяни спалили садибу поміщика Тишковського.
У 1918 році жителі села були серед вільних козаків, у червні цього ж року брали участь у розгромі німецьких військ під час Звенигородсько-Таращанського повстання. У 1919—1920 роки тут діяли партизанські загони Макара Дем'яновського та Устима Казенка. У листопаді 1920 року у селі російські окупанти-більшовики організували комуну, згодом тут створили три колгоспи. З 1923 до 1926 рік існував Рижанівський район.
Село постраждало від голодомору 1932—1933 років, жертвам голодомору на сільському кладовищі у 1991 році встановлено пам'ятний знак.
Понад 400 мешканців села брали участь у боях радянсько-німецької війни, 235 з них загинули, 135 нагороджені орденами й медалями. Воїнам-односельцям, що загинули, встановлено пам'ятник.
Станом на початок 70-х років ХХ століття в селі розміщувалась центральна садиба колгоспу «Україна», за яким було закріплено 4,7 тисяч га сільськогосподарських угідь, в тому числі 4,1 тисячі га орної землі. Виробничими напрямками господарства були рільництво і тваринництво. З допоміжних підприємств працювали — млин, олійня, пилорама, дільнича ветлікарня.
Також на той час працювали середня школа, клуб, бібліотека з фондом 8,4 тисяч книг, дільнича лікарня на 30 ліжок, аптека, майстерня пошиття одягу та взуття.
На околицях Рижанівки виявлено кургани доби міді і бронзи, скіфсько-сарматського часу та поселення черняхівської культури. В історію науки ввійшов Великий Рижанівський курган, розташований за 6 км на південь від села, який є визначною пам'яткою скіфської доби.

## Сучасність
На території села функціонують Рижанівський НВК І-ІІІ ступенів, Будинок культури та амбулаторія, сільська бібліотека (фонд — 10 тисяч книг), відділення зв'язку, чотири магазини, релігійна громада Української православної церкви Московського патріархату.
В сільському господарстві працюють ТОВ Науково-виробнича фірма «Урожай» («Миронівський хлібопродукт», ТМ «Наша Ряба»), шість фермерських господарств. 
На території села розташований Барабашківський заказник, а також Графський заказник і Попівський заказник.

## Відомі люди
- Якимчук Микола — 1-й командир Воєнної Округи УПА «Турів».
- Каюк Яків Федорович— доктор фізико-математичних наук, професор;
- В. І. Коміренко — доктор економічних наук;
- А. П. Семенченко — генерал-лейтенант Служби безпеки України.